# Kindling
Pour plus de détails, voir Fiche technique et Distribution.
Kindling est un film américain réalisé par Cecil B. DeMille, sorti en 1915.

## Fiche technique
- Titre : Kindling
- Réalisation : Cecil B. DeMille
- Scénario : Cecil B. DeMille d'après la pièce de Charles Kenyon (en)
- Direction artistique : Wilfred Buckland
- Photographie : Alvin Wyckoff
- Montage : Cecil B. DeMille
- Pays d'origine : États-Unis
- Format : Noir et blanc - 1,33:1 - Film muet
- Genre : drame
- Durée : 50 minutes
- Date de sortie : 1915

## Distribution
- Charlotte Walker : Maggie Schultz
- Thomas Meighan : 'Honest' Heine Schultz
- Raymond Hatton : Steve Bates
- Mrs. Lewis McCord : Mme Bates
- William Elmer : Rafferty
- Lillian Langdon : Mrs. Jane Burke-Smith
- Florence Dagmar : Alice Burke-Smith
- Tom Forman : Dr Taylor